# Hans Germani
Hans Germani (* 11. April 1927 in Triest; † 1983 in Johannesburg) war ein prominenter Kriegsjournalist. Er berichtete als Korrespondent über die Dekolonisation Afrikas. Er arbeitete u. a. für die Welt, den Spiegel und für Peter von Zahns Sendereihe als „Reporter der Windrose“.

## Leben und Werk

### Reporter in Ungarn und Afrika
Germani wurde in Triest als Sohn eines italienischen Vaters und einer deutschen Mutter geboren. Gegen Ende des Krieges wurde er zur Wehrmacht eingezogen. Er studierte an der Universität Wien Medizin und schloss mit der Promotion ab, praktizierte aber nie. Stattdessen arbeitete er als Volontär für mehrere Zeitungen. Ab 1952 war er als Korrespondent für das Nachrichtenmagazin Spiegel tätig. Er berichtete 1956 über den ungarischen Volksaufstand, bei dem er verwundet wurde. Für die Deutsche Zeitung und Wirtschaftszeitung war er von 1959 bis 1961 als Korrespondent in Kairo tätig. Für Peter von Zahns Sendereihe als „Reporter der Windrose“ berichtete er ab 1961 aus Nairobi. Für die Zeitung Die Welt berichtete er über die Unabhängigkeit des Kongo, über Moïse Tschombé und die Sezession von Katanga. Bei seiner Korrespondententätigkeit und seiner Zeit als Söldner kam ihm seine Sprachbegabung zugute: Er sprach sieben europäische Sprachen fließend, zudem beherrschte er Swahili und ein oder zwei ostafrikanische Dialekte.

### Bei den Söldnern im Kongo
Über die Simba-Rebellion im Kongo wollte Germani ursprünglich als Reporter berichten, nahm aber im November 1964 das Angebot belgischer Söldner im 9. Kommando an, sie bei ihrem Feldzug im Ostkongo gegen die Simba-Rebellen als Arzt im Rang eines Leutnants zu begleiten. Ende November 1964 schloss er sich dem englischsprachigen 5. Kommando von Mike Hoare an, das einen Arzt benötigte. Germani verzichtete auf seinen Nichtkombattantenstatus. Vielmehr verstand er sich als normaler Soldat und war entsprechend mit einem Sturmgewehr bewaffnet. Germani versorgte nicht nur die verwundeten Söldner und einheimischen Soldaten, sondern auch die befreiten europäischen und amerikanischen Geiseln, die an Unterernährung und den Folgen von Misshandlungen und Vergewaltigungen litten. Hoare schrieb später, er wisse nicht mehr, ob er die Verwundung oder den Arzt mehr fürchtete: „Hans Germani gab zu, eingerostet zu sein, er hatte seit Jahren nicht mehr praktiziert, aber eine Wunde zu nähen war kein Problem – nur dass der Patient dabei einen Fuß in die Höhe sprang.“ Während der Operation weißer Riese, die die Rebellen von ihrem Nachschub aus dem Sudan und Uganda abschnitt, hatte Germani keine medizinischen Aufgaben mehr, sondern arbeitete als Nachrichtenoffizier im Stab von Hoare.
In seinem Buch Weiße Söldner im schwarzen Land aus dem Jahre 1966 schrieb Germani über seine Beteiligung an Strafexpeditionen unter der einheimischen Bevölkerung des Landes. Germani betrachtete die schwarze Bevölkerung, die nicht auf der Seite seiner Auftraggeber stand, als „Menschenfresser“, „Zauberer“ und „kommunistische Rebellenbanden“. Mit den anderen Söldnern verband ihn ein Selbstverständnis, nach dem sie „Freiheitskämpfer“ gewesen seien, weil sie den Versuch „Rotchinas“, in Zentralafrika Kontrolle zu übernehmen, bekämpft hätten.
Germani begleitete Franz Josef Strauß 1966 auf dessen Südafrikareise. Im Mai 1977 vertrat Germani die Auffassung, dass humanitäre Hilfen der Bundesrepublik für Flüchtlingslager in Botswana zu einer finanziellen Unterstützung zu Gunsten vermeintlich kommunistischer Guerilleros führe. Damit trat er argumentativ der Linie des Witikobundes bei.

### Kritiker der Dekolonialisierung
Später lebte und arbeitete Germani in Südafrika und Namibia. Er positionierte sich mehrfach als Kritiker der Dekolonisation Afrikas. So leugnete er im portugiesischen Kolonialkrieg in Mosambik das Massaker von Wiriyamu. Seine Bücher erschienen in verschiedenen Sprachen.

## Veröffentlichungen
- Weiße Söldner im schwarzen Land. Ullstein Verlag, Frankfurt 1966, OLCC 720182604.
- Rettet Südwest. Herbig Verlag, 1983, ISBN 3-7766-1226-6.